# Matthias Bieber
Matthias Bieber (Zurigo, 14 marzo 1986) è un hockeista su ghiaccio svizzero.

## Palmarès

### Mondiali
- 1 medaglia:
  - 1 argento (Svezia/Finlandia 2013)